# Hegemonía

La antigua Grecia bajo la hegemonía de Tebas, 371-362 a. C.

Se denomina hegemonía al dominio de una entidad sobre otras de cualquier tipo. En el mismo significado: un bloque de naciones puede tener hegemonía gracias a su mayor  potencial económico, militar o político, y ejerce esa hegemonía sobre otras poblaciones, aunque estas no la deseen. Por «hegemonía mundial» se entendió el dominio del mundo por parte de una sola nación o un grupo de naciones. En la antigua Grecia (siglo VIII a. C.-VI d. C.), la hegemonía denotaba el dominio político-militar de una ciudad-estado sobre otras ciudades-estado, en las que el estado dominante es el hegémono.Ya en el siglo XX y desde una perspectiva marxista, Antonio Gramsci definió la hegemonía cultural como la manipulación por parte de la clase dominante del sistema de valores y las costumbres de una sociedad, de modo que la perspectiva de la clase dominante es la cosmovisión de la sociedad. En contraste con el autoritarismo, la hegemonía cultural «es hegemónica sólo si los afectados por ella también consienten y luchan por su sentido común».
En el imperialismo cultural, el estado líder dicta la política interna y el carácter societario de los estados subordinados que constituyen la esfera de influencia hegemónica, ya sea por un gobierno interno patrocinado o por un gobierno externo instalado. En el campo de la teoría de las relaciones internacionales, la hegemonía denota una situación de (i) gran asimetría material a favor de un estado, que tiene (ii) suficiente poder militar para derrotar sistemáticamente a cualquier competidor potencial en el sistema, (iii) controla el acceso a materias primas, recursos naturales, capital y mercados, (iv) tiene ventajas competitivas en la producción de bienes de valor agregado, (v) genera una ideología aceptada que refleja este estatus que; y (vi) se diferencia funcionalmente de otros estados del sistema, y se espera que proporcione ciertos bienes públicos como seguridad o estabilidad comercial y financiera.
El término hegemonismo denota el predominio geopolítico y cultural de un país sobre otros países, p. ej.: la hegemonía de las grandes potencias establecida con el colonialismo europeo en África, Asia y América Latina.

## Etimología

Hegemonía de la Liga de la Corinto: el Reino de Macedonia (362 a. C.) (rojo) y la Liga de Corinto (amarillo)

El término hegemonía deriva del griego ἡγεμονία hēgemonía ('dirección, primer puesto, preferencia, mando, jefatura') del verbo ἡγεμονεύειν hēgemoneúein que significa 'guiar, preceder, conducir' y de la cual derivan los significados «estar al frente», «comandar» y «Gobernar».
Por ἡγεμονία se entendía en griego antiguo la dirección suprema del ejército. Se trata, pues, de un término militar. El hēgemṓn era el conductor, el guía y también el comandante del ejército. En el tiempo de la guerra del Peloponeso, se habló de la ciudad hegemónica a propósito de cada una de las ciudades que dirigían la alianzas de las facciones contendientes: Atenas y Esparta.

## Ejemplos históricos

### SiglosVIII-Ia.C.
En el mundo grecorromano del siglo V a. C., la antigüedad clásica europea, la ciudad-estado de Esparta era el hegemón de la Liga del Peloponeso (siglos VI al IV a. C.) y el rey Filipo II de Macedonia era el hegemón de la Liga de Corinto en 337 a. C. (una realeza que le dio a su hijo, Alejandro Magno). Asimismo, el papel de Atenas dentro de la efímera Liga de Delos (478–404 a. C.) fue el de un «hegemón». El superregional imperio aqueménida persa de 550 a. C.-330 a. C. dominó estas hegemonías subregionales antes de su colapso.
Historiadores antiguos como Heródoto (c. 484 a. C. - c. 425 a. C.), Jenofonte (c. 431 a. C. - 354 a. C.) y Éforo (c. 400 a. C. - 330 a. C.) fueron pioneros en el uso del término hēgemonía en el sentido moderno del término hegemonía.
En la antigua Asia oriental, la hegemonía china existió durante el período de las Primaveras y Otoños (c. 770–480 a. C.), cuando el debilitado dominio de la dinastía Zhou Oriental condujo a la relativa autonomía de los Cinco Hegemones (Ba en chino [霸]). Fueron nombrados por conferencias de señores feudales y, por lo tanto, estaban nominalmente obligados a defender el imperium de la dinastía Zhou sobre los estados subordinados.

### SiglosI-XIVd.C.
La Europa de los siglos I y II estuvo dominada por la paz hegemónica de la Pax Romana. Fue instituido por el emperador Augusto y estuvo acompañado de una serie de brutales campañas militares.
Desde el siglo VII hasta el siglo XII, el califato omeya y más tarde el califato abasí dominaron los vastos territorios que gobernaron, y otros estados como el Imperio bizantino pagaron tributo.
En la India del siglo VII, Harsha, gobernante de un gran imperio en el norte de la India desde el 606 hasta el 647 d. C., trajo la mayor parte del norte a su hegemonía. Prefirió no gobernar como gobierno central, sino que dejó «a los reyes conquistados en sus tronos y contentándose con tributos y homenajes».
Desde finales del siglo IX hasta principios del XI, el imperio forjado por Carlomagno logró la hegemonía en Europa, con dominio sobre Francia, Italia y Borgoña.
Durante el siglo XIV, la Corona de Aragón se convirtió en la hegemonía sobre el Mar Mediterráneo.

### SiglosXValXIX
En The Politics of International Political Economy, Jayantha Jayman escribe: «Si consideramos el sistema global dominado por Occidente desde el siglo XV, ha habido varios poderes hegemónicos y contendientes que han intentado crear el orden mundial en sus propias imágenes». Él enumera varios aspirantes a la hegemonía histórica.

- Portugal de 1494 a 1580 (fin de las guerras italianas a la unión entre España y Portugal). Basado en el dominio de Portugal en la navegación.
- España de 1516 a 1659 (ascensión de Carlos I al Tratado de los Pirineos). Basado en el dominio español en los campos de batalla europeos y la exploración y colonización global del Nuevo Mundo.
- Países Bajos de 1580 a 1688 (el tratado de Utrecht de 1579 marca la fundación de la República Holandesa a la Revolución gloriosa, la llegada de Guillermo de Orange a Inglaterra). Basado en el control holandés del crédito y el dinero.
- Francia de 1643 a 1763. Desde Luis XIV hasta la guerra de los Siete Años.
- Inglaterra de 1688 a 1792 (de la Revolución gloriosa a las guerras napoleónicas). Basado en textiles británicos y dominio de alta mar.
- Revolución francesa y la Francia napoleónica de 1789 a 1815
- Gran Bretaña de 1815 a 1914 (del Congreso de Viena a la Primera Guerra Mundial). Basado en la supremacía industrial británica y los ferrocarriles.

Felipe IV intentó restaurar el dominio de los Habsburgo pero, a mediados del siglo XVII, «las pretensiones de hegemonía de España (en Europa) habían fracasado definitiva e irremediablemente».
A finales de los siglos XVI y XVII en Holanda, el dominio mercantilista de la República Holandesa fue un ejemplo temprano de hegemonía comercial, factible con el desarrollo de la energía eólica para la producción y entrega eficiente de bienes y servicios. Esto, a su vez, hizo posible el mercado de valores de Ámsterdam y el dominio concomitante del comercio mundial.
En Francia, el rey Luis XIV (1638-1715) y (el emperador) Napoleón I (1799-1815) intentaron la verdadera hegemonía francesa mediante la dominación económica, cultural y militar de la mayor parte de Europa continental. Sin embargo, Jeremy Black escribe que, debido a Gran Bretaña, Francia «no pudo disfrutar de los beneficios» de esta hegemonía.

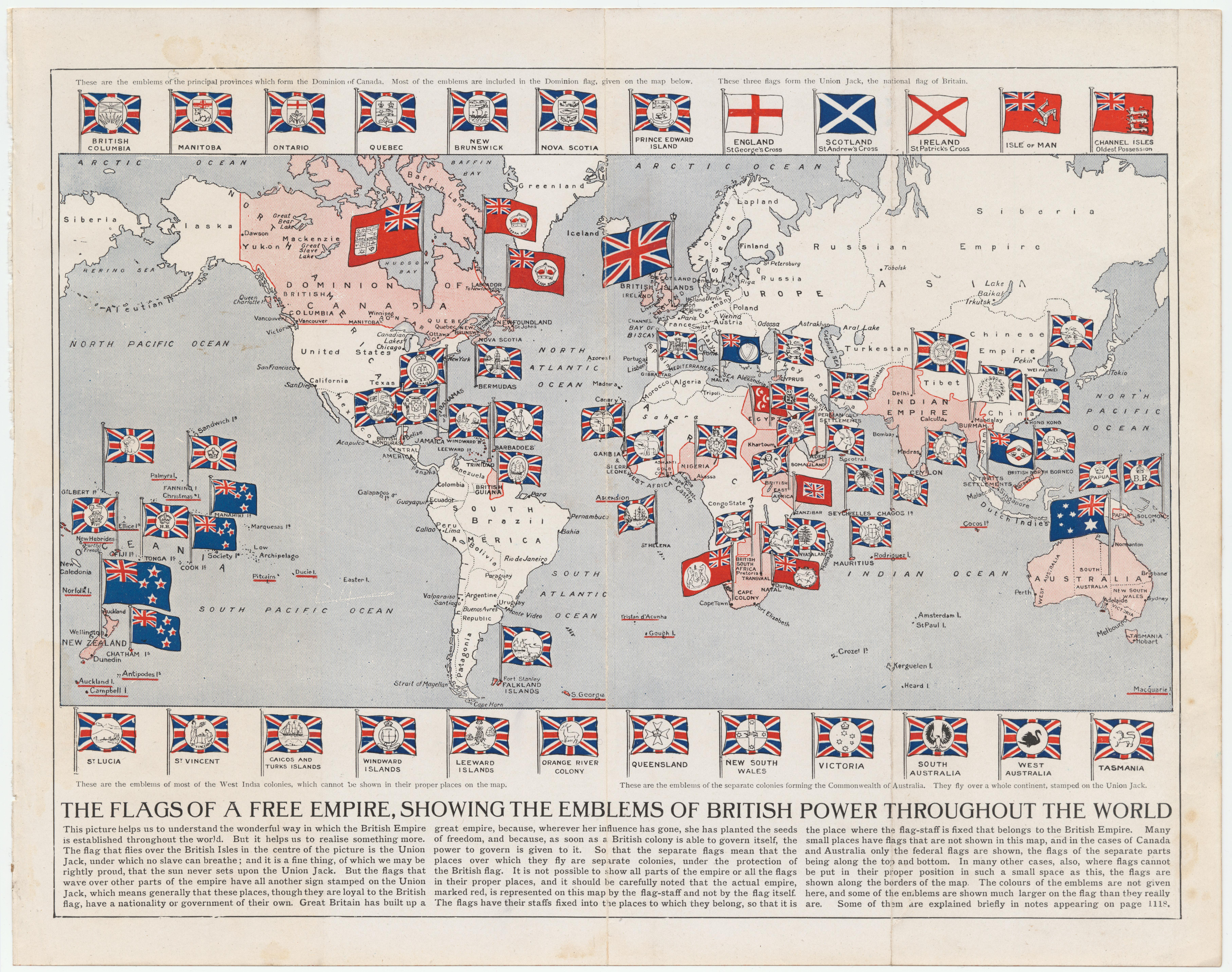
Mapa del Imperio británico (a partir de 1910). En su apogeo, fue el imperio más grande de la historia.

Después de la derrota y el exilio de Napoleón, la hegemonía pasó en gran parte al Imperio británico, que se convirtió en el imperio más grande de la historia, con la reina Victoria (1837-1901) gobernando una cuarta parte de la tierra y la población del mundo en su cenit. Como los holandeses, el Imperio británico fue principalmente marítimo; muchas posesiones británicas estaban ubicadas alrededor del borde del océano Índico, así como numerosas islas en el océano Pacífico y el mar Caribe. Gran Bretaña también controlaba el subcontinente indio y gran parte de África.
En Europa, Alemania, en lugar de Gran Bretaña, puede haber sido la potencia más fuerte después de 1871, pero Samuel Newland escribe:

Bismarck definió el camino por delante como … sin expansión, sin impulso a la hegemonía en Europa. Alemania iba a ser la potencia más fuerte de Europa, pero sin ser una hegemonía. … Sus axiomas básicos fueron, primero, ningún conflicto entre las principales potencias de Europa Central; y segundo, seguridad alemana sin hegemonía alemana.

### SigloXX

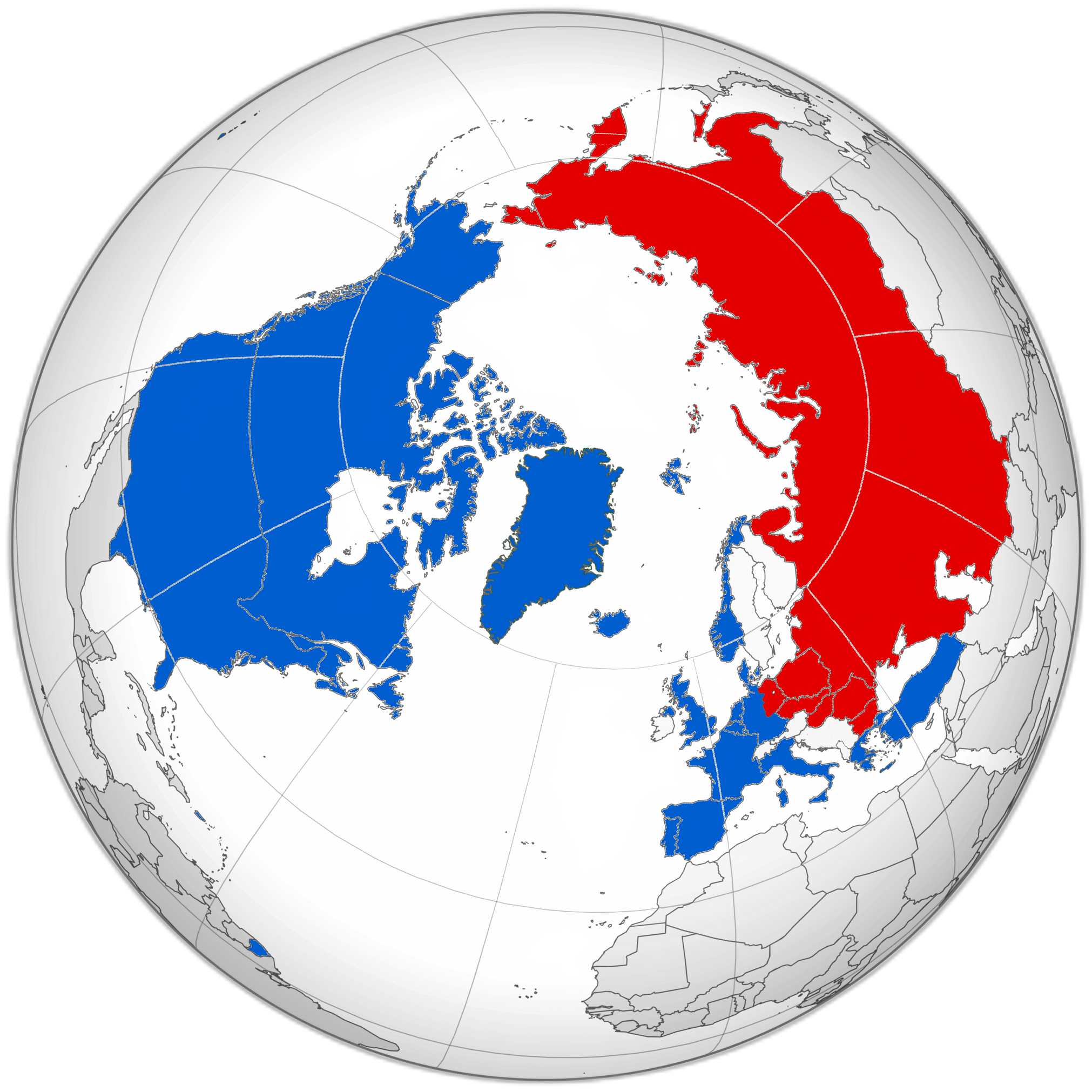
La Unión Soviética y los Estados Unidos dominaron los asuntos mundiales durante la Guerra Fría.

El comienzo del siglo XX, al igual que el final del siglo XIX, se caracterizó por múltiples grandes potencias, pero ninguna hegemonía global. La Primera Guerra Mundial fortaleció a Estados Unidos y, en menor medida, a Japón. Los gobiernos de ambos estados siguieron políticas para expandir sus esferas de influencia regionales, Estados Unidos en América Latina y Japón en Asia Oriental. Francia, el Reino Unido, Italia, la Unión Soviética y más tarde la Alemania nazi (1933-1945) mantuvieron políticas imperialistas basadas en esferas de influencia o intentaron conquistar territorios, pero ninguno alcanzó el estatus de potencia hegemónica global.
Después de la Segunda Guerra Mundial, se estableció la Organización de Naciones Unidas y las cinco potencias mundiales más poderosas (China, Francia, el Reino Unido, los Estados Unidos y la Unión Soviética) obtuvieron asientos permanentes en el Consejo de Seguridad de la ONU, el organismo de toma de decisiones más poderoso de la organización. Después de la guerra, Estados Unidos y la URSS fueron las dos potencias globales más fuertes y esto creó una dinámica de poder bipolar en los asuntos internacionales, comúnmente conocida como la Guerra Fría. El conflicto hegemónico fue ideológico, entre comunismo y capitalismo, así como geopolítico, entre los países del Pacto de Varsovia (1955-1991) y los países de la OTAN/OTSA/OTC (1949-presente/1954-1977/1955-1979). Durante la Guerra Fría, ambos poderes hegemónicos compitieron entre sí directamente (durante la carrera armamentista) e indirectamente (a través de guerras subsidiarias). El resultado fue que muchos países, por muy remotos que fueran, se vieron envueltos en el conflicto cuando se sospechaba que las políticas de sus gobiernos podrían desestabilizar el equilibrio de poder. Reinhard Hildebrandt llama a esto un período de «hegemonía dual», en el que «dos estados dominantes han estado estabilizando sus esferas de influencia europeas uno contra el otro y uno junto al otro». Las guerras subidiarias se convirtieron en campos de batalla entre fuerzas apoyadas directa o indirectamente por las potencias hegemónicas e incluyeron la guerra de Corea, la guerra civil de Laos, el conflicto árabe-israelí, la guerra de Vietnam, la guerra de Afganistán, la guerra civil de Angola y las guerras civiles en Centroamérica.
Tras la disolución de la Unión Soviética en 1991, Estados Unidos quedó como la única potencia hegemónica del mundo.

### SigloXXI

Un gráfico circular que muestra los gastos militares globales por país para 2019, en miles de millones de dólares, según SIPRI.

Desde el final de la Guerra Fría se han presentado varias perspectivas sobre si Estados Unidos era o sigue siendo un hegemón. Los politólogos estadounidenses John Mearsheimer y Joseph Nye han argumentado que Estados Unidos no es una auténtica hegemonía global porque no tiene ni los recursos financieros ni militares para imponer una hegemonía global adecuada y formal. Sin embargo, Mearsheimer describe a Estados Unidos como un hegemón regional. Por otro lado, Anna Cornelia Beyer, en su libro sobre la lucha contra el terrorismo, sostiene que la gobernanza mundial es un producto del liderazgo estadounidense y la describe como gobernanza hegemónica. Dentro de la OTAN, además, Estados Unidos sigue siendo una fuerza hegemónica prescindible, como se ve en el declive del perfil de valor externo de la alianza.
El político socialista francés Hubert Védrine describió en 1999 a Estados Unidos como una hiperpotencia hegemónica, debido a sus acciones militares unilaterales en todo el mundo.
El estratega del Pentágono Edward Luttwak, en The Grand Strategy of the Roman Empire, describió tres etapas, siendo la hegemónica la primera, seguida de la imperial. En su opinión, la transformación resultó ser fatal y finalmente condujo a la caída del Imperio romano. Su libro da un consejo implícito a Washington para que continúe con la actual estrategia hegemónica y se abstenga de establecer un imperio.
En 2006, el autor Zhu Zhiqun afirmó que China ya está en camino de convertirse en la hegemonía mundial y que la atención debería centrarse en cómo se puede lograr una transferencia pacífica de poder entre Estados Unidos y China, pero ha enfrentado cierta oposición a esta afirmación. Según el estudio reciente publicado en 2019, los autores argumentaron que una «hegemonía de tercera vía» o una hegemonía al estilo holandés además de un ascenso hegemónico pacífico o violento puede ser la opción más factible para describir a China en su hegemonía global en el futuro.

## Ciencia política

Los países de la OTAN representan más del 70% del gasto militar mundial, y solo Estados Unidos representó el 43% del gasto militar mundial en 2009.

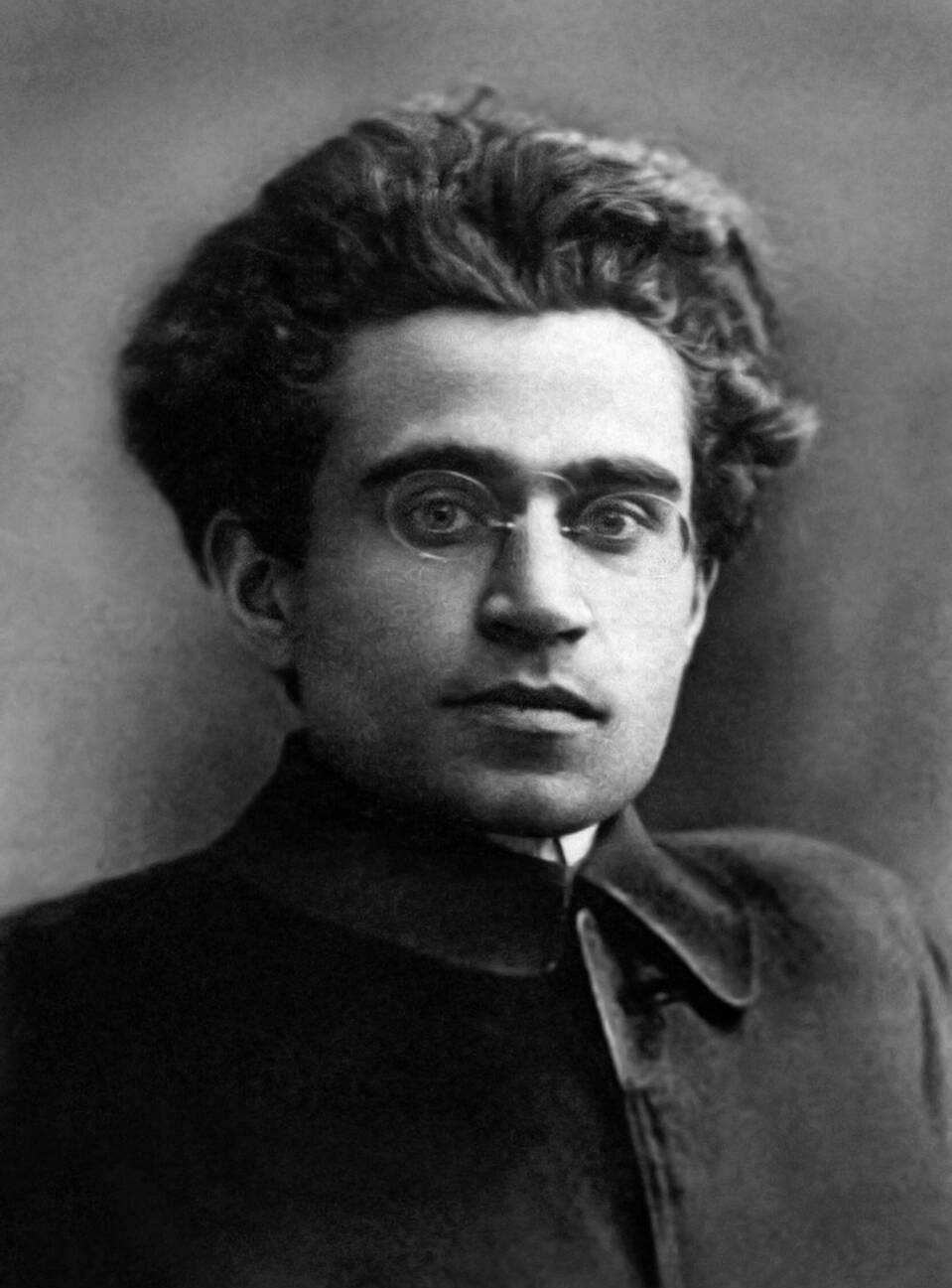
Antonio Gramsci (1891–1937), el teórico de la hegemonía cultural

En los escritos históricos del siglo XIX, la denotación de hegemonía se extendió para describir el predominio de un país sobre otros países; y, por extensión, el hegemonismo denotó la política de la Gran Potencia (c. 1880-1914) para establecer la hegemonía (gobierno imperial indirecto), que luego conduce a una definición de imperialismo (dominio extranjero directo). A principios del siglo XX, en el campo de las relaciones internacionales, el filósofo marxista italiano Antonio Gramsci desarrolló la teoría de la dominación cultural (un análisis de la clase económica) para incluir la clase social; de ahí que la teoría filosófica y sociológica de la hegemonía cultural analizó las normas sociales que establecieron las estructuras sociales (clases sociales y económicas) con las que la clase dominante establece y ejerce el dominio cultural para imponer su Weltanschauung (cosmovisión)—justificando el statu quo social, político, y económico—como algo natural, inevitable y beneficioso para todas las clases sociales, más que como constructos sociales artificiales que benefician únicamente a la clase dominante.
Del análisis de Gramsci se derivó la denotación en las ciencias políticas de la hegemonía como liderazgo; así, el ejemplo histórico de Prusia como la provincia militar y culturalmente predominante del Imperio alemán (Segundo Reich 1871-1918); y el predominio personal e intelectual de Napoleón Bonaparte en el Consulado francés (1799–1804). Al mismo tiempo, en Hegemony and Socialist Strategy (1985), Ernesto Laclau y Chantal Mouffe definieron la hegemonía como una relación política de poder en la que una sociedad subordinada (colectividad) realiza tareas sociales que son culturalmente antinaturales y no beneficiosas para ellos, pero que están en beneficio exclusivo para los intereses imperiales de la potencia hegemónica, superior y ordenada; la hegemonía es una relación militar, política y económica que se produce como una articulación dentro del discurso político. Beyer analizó la hegemonía contemporánea de Estados Unidos en el ejemplo de la guerra global contra el terrorismo y presentó los mecanismos y procesos del ejercicio del poder estadounidense en la 'gobernanza hegemónica'.
Según John Mearsheimer, la hegemonía global es poco probable debido a las dificultades para proyectar poder sobre grandes masas de agua.

## Relaciones internacionales
En el campo de las relaciones internacionales, la hegemonía generalmente se refiere a la capacidad de un actor para dar forma al sistema internacional. Por lo general, este actor es un estado, como el Imperio británico en el siglo XIX o Estados Unidos en los siglos XX y XXI. Un hegemón puede moldear el sistema internacional a través de medios coercitivos y no coercitivos.
La hegemonía puede adoptar diferentes formas. Los hegemones benevolentes proporcionan bienes públicos a los países dentro de su esfera de influencia. Los hegemones coercitivos ejercen su poder económico o militar para disciplinar a los países rebeldes o desobedientes en su esfera de influencia. Las hegemonías explotadoras extraen recursos de otros países.
Una teoría destacada en las relaciones internacionales que se centra en el papel de las hegemonías es la teoría de la estabilidad hegemónica. Su premisa es que una potencia hegemónica es necesaria para desarrollar y mantener un orden político y económico internacional estable. La teoría fue desarrollada en la década de 1970 por Robert Gilpin y Stephen D. Krasner, entre otros. Ha sido criticado tanto por motivos conceptuales como empíricos. Por ejemplo, Robert Keohane ha argumentado que la teoría no es una teoría adecuada porque equivale a una serie de afirmaciones supuestamente redundantes que aparentemente no podrían usarse de manera predictiva.
Varios académicos de las relaciones internacionales han examinado el declive de los poderes hegemónicos y sus órdenes. Para algunos, ese declive tiende a ser perturbador porque la estabilidad que proporcionó la hegemonía da paso a un vacío de poder. Otros han sostenido que la cooperación puede persistir frente al declive hegemónico debido a las instituciones o al aumento de las contribuciones de los poderes no hegemónicos.
Ha habido un largo debate en el campo sobre si la hegemonía estadounidense está en declive. Ya en la década de 1970, Robert Gilpin sugirió que el orden mundial mantenido por Estados Unidos eventualmente disminuiría a medida que los beneficios de los bienes públicos proporcionados por Washington se difuminen a otros estados. En la década de 1980, algunos académicos señalaron a Japón y su crecimiento económico y sofisticación tecnológica como una amenaza para la primacía estadounidense. Más recientemente, los analistas se han centrado en el ascenso económico y militar de China y su desafío a la hegemonía estadounidense.
Los académicos difieren en cuanto a si es probable que la bipolaridad o la unipolaridad produzcan los resultados más estables y pacíficos. Kenneth Waltz y John Mearsheimer se encuentran entre los que sostienen que la bipolaridad tiende a generar una estabilidad relativamente mayor, mientras que John Ikenberry y William Wohlforth se encuentran entre los que defienden el impacto estabilizador de la unipolaridad. Algunos estudiosos, como Karl Deutsch y J. David Singer, argumentaron que la multipolaridad era la estructura más estable.
Los académicos no están de acuerdo sobre las fuentes y la estabilidad de la unipolaridad estadounidense. Los académicos realistas de las relaciones internacionales sostienen que la unipolaridad tiene sus raíces en la superioridad del poder material de Estados Unidos desde el final de la Guerra Fría. El erudito liberal en relaciones internacionales John Ikenberry atribuye la hegemonía de Estados Unidos en parte a lo que él dice que son compromisos y autocontrol que Estados Unidos estableció a través de la creación de instituciones internacionales (como la Organización de Naciones Unidas, el Fondo Monetario Internacional, el Banco Mundial y la Organización Mundial del Comercio). La académica constructivista Martha Finnemore sostiene que la legitimación y la institucionalización son componentes clave de la unipolaridad.

## Sociología
Los académicos han argumentado que en la praxis de la hegemonía, el dominio imperial se establece mediante el imperialismo cultural, en el que el estado líder (hegemón) dicta la política interna y el carácter societario de los estados subordinados que constituyen la esfera de influencia hegemónica, ya sea por un gobierno interno patrocinado o por un gobierno externo instalado. La imposición del modo de vida de la hegemonía —una lengua franca imperial y burocracias (sociales, económicas, educativas, de gobierno)— transforma el imperialismo concreto de la dominación militar directa en el poder abstracto del statu quo, la dominación imperial indirecta. Los críticos han dicho que este punto de vista es «profundamente condescendiente» y «trata a la gente ... como pizarras en blanco en las que el dedo en movimiento del capitalismo global escribe su mensaje, dejando atrás otro autómata cultural a medida que avanza».
Culturalmente, la hegemonía también se establece por medio del idioma, específicamente la lingua franca impuesta por el hegemón (estado líder), que luego es la fuente oficial de información para las personas de la sociedad del estado subordinado. Al escribir sobre el idioma y el poder, Andrea Mayr dice: «Como práctica del poder, la hegemonía opera principalmente a través del idioma». En la sociedad contemporánea, un ejemplo del uso del idioma de esta manera es la forma en que los países occidentales establecieron sistemas educativos en países africanos mediados por idiomas occidentales.
Ejemplos sugeridos de imperialismo cultural incluyen los últimos imperios español y británico, los Reichs de la Alemania unificada de los siglos XIX y XX (1871-1945) y, a fines del siglo XX, los Estados Unidos.